# Elecciones generales de Perú de 1963
Las elecciones generales de Perú de 1963 se realizaron el 9 de junio de 1963 para escoger a las personas que ocuparían los cargos más altos del Perú para el periodo 1963-1969.
El arquitecto Fernando Belaúnde Terry obtendría su primer mandato. Esta sería la última elección general antes del Gobierno Revolucionario de la Fuerza Armada.

## Historia
Después de permanecer un año en el gobierno, la Junta Militar convocó nuevamente a elecciones para 1963. El general Pérez Godoy fue relevado de su cargo por el general Lindley. Se acusaba al primero de querer mantenerse en el poder. Como si se tratara de una segunda vuelta electoral se lanzaron casi las mismas candidaturas que las del año anterior.
Los mismos principales candidatos que habían postulado en las anuladas elecciones de 1962, volvieron a tentar suerte en este proceso electoral. Acción Popular y la Democracia Cristiana, formaron esta vez una alianza electoral que respaldó la candidatura de Fernando Belaúnde Terry. El PAP lanzó nuevamente la candidatura de Víctor Raúl Haya de la Torre y el expresidente Odría volvió a postular por su movimiento Unión Nacional Odriísta. Además de estos tres candidatos, se lanzó a la presidencia de la república Mario Samamé Boggio, reputado intelectual peruano que consiguió casi nulo respaldo popular.

## Partidos y candidatos
Fueron 4 los candidatos que participaron estas elecciones. 
| Partido/Coalición | Partido/Coalición                               | Candidato Presidencial       | Candidato Presidencial       | 1º Vicepresidente     | 2º Vicepresidente        |
| Partido/Coalición | Partido/Coalición                               | Foto                         | Nombre                       | 1º Vicepresidente     | 2º Vicepresidente        |
| ----------------- | ----------------------------------------------- | ---------------------------- | ---------------------------- | --------------------- | ------------------------ |
|                   | - Alianza Acción Popular - Democracia Cristiana | Fernando Belaúnde Terry      | Fernando Belaúnde Terry      | Edgardo Seoane        | Mario Polar Ugarteche    |
|                   | Partido Aprista Peruano                         | Víctor Raúl Haya de la Torre | Víctor Raúl Haya de la Torre | Ramiro Prialé         | Luis Alberto Sánchez     |
|                   | Unión Nacional Odriista                         | Manuel Odría                 | Manuel Odría                 | Víctor Freundt Rosell | Emilio Guimoye Hernández |
|                   | Unión del Pueblo Peruano                        | Mario Samamé Boggio          | Mario Samamé Boggio          | Alfredo Corzo Masías  | Enrique Heredia Alarcón  |

## Resultados

### Elecciones presidenciales
|  | 39.05 % |

|  | 34.36 % |

|  | 25.52 % |

|  | 1.06 % |

### Elecciones Parlamentarias

#### Senado
|  | 35,67 % |

|  | 34,66 % |

|  | 24,02 % |

|  | 5,65 % |

|  | 94.76 % |

|  | 3.20 % |

|  | 2.04 % |

|  | 100 % |

#### Cámara de Diputados
|  | 35,06 % |

|  | 34,69 % |

|  | 23,98 % |

|  | 3,69 % |

|  | 3,94 % |

|  | 94.33 % |

|  | 3.54 % |

|  | 2.13 % |

|  | 100 % |